# フレミング・ハンスン (ハンドボール選手)
フレミング・レーゼフォーオズ・ハンスン（デンマーク語: Flemming Ladefoged Hansen、1948年9月11日 - 2013年7月14日）は、 デンマークのハンドボール選手。1972年夏季オリンピックに出場した。
フレゼリシア KFUMに所属し、1970/71年シーズンから1975/76年シーズンまでの6回、ハンドボルド・リーガエンで最多得点者となった。1972年に、彼はハンドボールデンマーク代表の一員としてオリンピック大会に参加、全5試合に出場して27得点を決め、チームは13位に終わった。